# Мирна Печ
Мирна Печ (словен. Mirna Peč) — поселення в общині Мирна Печ, регіон Південно-Східна Словенія, Словенія.